# Abadziechskaja
Abadziechskaja – stanica w Rosji, w Adygei. W 2010 roku liczyła 3623 mieszkańców.